# Etiopski rdeči teror
Qey Shibir ali Kay Shibbir (amharsko ቀይ ሽብር, latinizirano: ḳäy shəbbər), znan tudi kot etiopski rdeči teror, je bila nasilna politična represijska kampanja vojaške hunte Derg proti drugim konkurenčnim marksistično-leninskim skupinam v Etiopiji in Eritreji v letih 1976-1977. Bil je poskus utrditve vladavine Derga v času politične nestabilnosti po strmoglavljenju cesarja Haileja Selassieja leta 1974 in kasnejši etiopski državljanski vojni. Etiopski rdeči teror je temeljil na rdečem terorju v času ruske državljanske vojne in se je najbolj vidno zgodil po tem, ko je Mengistu Hajle Marjam 3. februarja 1977 postal predsednik Derga. Ocenjuje se, da je bilo med rdečim terorjem ubitih od 30.000 do 750.000 ljudi.
V letih 2007 in 2008 je bil Mengistu v odsotnosti v Etiopiji obsojen zaradi svoje vloge v etiopskem rdečem terorju, ko je bil vodja Derga.